# Élisabeth (abbesse de la Cambre)
Pour les articles homonymes, voir Élisabeth.
Élisabeth est une religieuse cistercienne qui fut la 5e abbesse de l'abbaye de la Cambre.